# Goulot

Sur les bouteilles de vins, le goulot présente une bague.

Le goulot est l'extrémité du col d’une bouteille, d’une cruche, ou de tout autre récipient dont l’entrée est étroite.

## Histoire
Le diplomate anglais sir Kenelm Digby est considéré comme l'inventeur de la bouteille de vin moderne, caractérisée par un goulot renforcé par une bague, au XVIIe siècle.
Le goulot renforcé permet au viticulteur d'enfoncer le bouchon de liège à coups de maillet sans faire éclater le col de la bouteille. Ainsi, le bouchon de liège est devenu le bouchage idéal.

## Étymologie
Diminutif de l’ancien français goule (« gueule ») avec le suffixe -ot → voir goulet.